# Associazione Sportiva Roma 2014-2015
Questa voce raccoglie le informazioni riguardanti l'Associazione Sportiva Roma nelle competizioni ufficiali della stagione 2014-2015.

## Stagione
Il ritorno in Champions League dei giallorossi, comportato dal secondo posto nel campionato 2013-14, convince la società a cercare profili di livello internazionale per affrontare la massima competizione europea: la scelta ricade sul difensore inglese Ashley Cole, già punto di forza del Chelsea e della Nazionale d'oltremanica, sull’ex centrocampista del Barcellona Seydou Keita e sull’ex centrocampista di Ajax e Milan Urby Emanuelson. Oltre a questi si registrano gli ingressi di Juan Manuel Iturbe, Antonio Sanabria, Kōstas Manōlas, Mapou Yanga-Mbiwa e José Holebas; viene riscattato Radja Nainggolan dal Cagliari, dal quale arriva inoltre Davide Astori, in prestito. Non vengono riscattati invece Rafael Tolói e Michel Bastos. Dopo l’esperienza semestrale al West Ham Utd torna a Roma anche Marco Borriello. Vengono presi in prestito i centrocampisti Leandro Paredes e Salih Uçan, e vengono aggregati alla prima squadra i primavera Daniele Verde e Lorenzo Pellegrini. In uscita, da segnalare l’addio di Rodrigo Taddei (dopo nove stagioni), oltre a quelli di Medhi Benatia e Dodô, mentre Alessio Romagnoli, Marquinho, Federico Ricci e Luca Mazzitelli vengono ceduti in prestito.
Il mese di settembre si presenta sulla falsariga del precedente campionato. Dopo le prime 5 giornate, la squadra è a punteggio pieno, complici soprattutto le ottime prestazioni fornite dal reparto difensivo: la prima rete al passivo in campionato si registra soltanto alla quarta giornata, nella sfida comunque vinta a Parma (2-1). Ad ottobre la squadra manifesta le prime difficoltà, incassando due sconfitte che mineranno gli obiettivi stagionali. La prima è quella con la Juventus, nel posticipo della 6ª giornata: i bianconeri vincono per 3-2 (con la rete decisiva messa a segno da Bonucci) staccando i capitolini, fino a quel momento anch'essi a punteggio pieno. La seconda è quella in Europa con il Bayern Monaco, che espugna l'Olimpico con un perentorio 7-1. Il periodo negativo culminerà con la sconfitta nella gara di ritorno contro il Bayern Monaco quando i tedeschi impongono la loro legge anche in casa, mandando al tappeto una squadra che - solo il sabato precedente - si era già arresa al Napoli. Nelle restanti due gare, ottiene un pareggio e un'ulteriore sconfitta, venendo perciò eliminata dalla competizione con solo cinque punti, frutto di due pareggi e una sola vittoria. Il terzo posto, ottenuto con la differenza reti favorevole rispetto al CSKA Mosca, permette comunque l'ingresso in Europa League, dove il cammino inizia dai sedicesimi di finale. Nel frattempo la Roma si rialza in campionato con un filone di 4 vittorie e 2 pareggi nei mesi di Novembre e Dicembre. Tra le varie, da segnalare quella contro l’Inter, dove la formazione conquista la sua vittoria numero mille in Serie A. La formazione di Rudi Garcia finisce il girone di andata del campionato alle spalle della Juventus.
Sia in Coppa Italia, sia in Europa League, la compagine giallorossa si deve arrendere alla Fiorentina.
 
All’inizio del 2015, in campionato, la squadra entra in un periodo di crisi. Infatti, i giallorossi, privati di giocatori importanti, incappano in un filone negativo di 11 giornate, dove si registrano due sole vittorie (contro Udinese e Cagliari) e ben otto pareggi, che culminerà con la sconfitta in casa con la Sampdoria.
Ma proprio quando il destino dei giallorossi appare segnato, e la Lazio sembra destinata a superarli in classifica, ecco che la squadra di Garcia trova la forza di reagire. Con l’arrivo della primavera si assiste ad una vera e propria rinascita della squadra: importanti pedine ritrovano la loro vena creativa, e gli acquisti operati nelle ultime due sessioni di mercato per il reparto offensivo (vedi Juan Manuel Iturbe, Víctor Ibarbo e Seydou Doumbia) riescono finalmente a sposare la filosofia calcistica del tecnico e ad inserirsi pienamente nel suo progetto, anche a discapito di alcuni veterani. La Roma, dopo la sconfitta con la Sampdoria, ottiene subito due vittorie contro Cesena e Napoli . Alla 30ª giornata si concretizza - per la prima volta in stagione - il sorpasso dei biancocelesti, vanificato però già nelle domeniche successive. La squadra, pur rimediando due sconfitte contro le due milanesi, riesce ad ottenere importanti successi, tra i quali quelli contro Sassuolo, Genoa e Udinese. La sfida per il secondo posto, alle spalle dei bianconeri ormai campioni, si risolve al penultimo turno con il derby: la vittoria giallorossa, per 2-1, assicura anche per quest'anno la piazza d'onore e la qualificazione diretta per la Champions League.

## Divise e sponsor
Lo sponsor tecnico è Nike, durante la stagione non compare uno sponsor ufficiale, tuttavia il 14 dicembre 2014 nella partita Genoa-Roma nella maglia è presente solo il logo Telethon e la scritta #ognigiorno e il 15 febbraio 2015, durante la partita di Roma-Parma, nelle maglie dei giocatori compare un augurio rivolto ai tifosi cinesi del club, in occasione del loro capodanno. La prima maglia è rosso porpora con bordi giallo oro, pantaloncini bianchi e calzettoni anch'essi porpora. La seconda divisa è costituita da maglia bianca con barra giallorossa che attraversa diagonalmente il body, collo a V con estremità superiori rosso porpora, calzettoni e pantaloncini bianchi. La terza divisa è costituita da maglia marrone scuro con collo a V bordato di giallo, calzettoni e calzoncini sono entrambi neri. Sono presenti quattro divise per i portieri, una nera con decorazioni rosse nelle maniche, una grigia con decorazioni rosse sempre sulle maniche, una gialla con le medesime colorazioni colore giallo fluorescente. Il 15 febbraio 2015 il portiere indossa un'ulteriore divisa, blu con decorazioni verdi lungo le maniche.
| Casa | Trasferta | Terza divisa | 1ª portiere | 2ª portiere | 3ª portiere | 4ª portiere |

## Organigramma societario
Di seguito l'organigramma societario.
Area direttiva
- Presidente: James Pallotta
- Vice Presidenti: Roberto Cappelli, Joseph Tacopina[32]
- Comitato esecutivo: Paolo Fiorentino, James Pallotta, Italo Zanzi
- Amministratore delegato: Italo Zanzi
- Direttore generale: Mauro Baldissoni
- Direttore sportivo: Walter Sabatini

Area tecnica
- Allenatore: Rudi Garcia
- Allenatore in seconda: Frederic Bompard
- Collaboratori tecnici: Claude Fichaux e Aurelio Andreazzoli
- Preparatori atletici: Luigi Febbrari, Vito Scala e Paolo Rongoni
- Preparatore portieri: Guido Nanni
- Recupero infortunati: Francesco Chinnici, Manrico Ferrari, Luca Franceschi
- Team manager: Salvatore Scaglia
- Video analyst: Simone Beccaccioli

Area sanitaria
- Responsabile sanitario: Francesco Colautti
- Fisioterapisti: Alessandro Cardini, Marco Esposito, Marco Ferrelli, Valerio Flammini e Damiano Stefanini

## Rosa
Di seguito la rosa.
| N. |                                 | Ruolo | Calciatore                       |
| -- | ------------------------------- | ----- | -------------------------------- |
| 1  | Romania (bandiera)              | P     | Bogdan Lobonț                    |
| 2  | Francia (bandiera)              | D     | Mapou Yanga-Mbiwa                |
| 3  | Inghilterra (bandiera)          | D     | Ashley Cole                      |
| 4  | Belgio (bandiera)               | C     | Radja Nainggolan                 |
| 5  | Brasile (bandiera)              | D     | Leandro Castán                   |
| 6  | Paesi Bassi (bandiera)          | C     | Kevin Strootman                  |
| 7  | Argentina (bandiera)            | A     | Juan Manuel Iturbe               |
| 8  | Serbia (bandiera)               | A     | Adem Ljajić                      |
| 9  | Italia (bandiera)               | A     | Marco Borriello                  |
| 10 | Italia (bandiera)               | A     | Francesco Totti (capitano)       |
| 11 | Italia (bandiera)               | D     | Alessio Romagnoli                |
| 12 | Italia (bandiera)               | P     | Gianluca Curci                   |
| 13 | Brasile (bandiera)              | D     | Maicon                           |
| 15 | Bosnia ed Erzegovina (bandiera) | C     | Miralem Pjanić                   |
| 16 | Italia (bandiera)               | C     | Daniele De Rossi (vice capitano) |
| 19 | Colombia (bandiera)             | A     | Víctor Ibarbo                    |
| 20 | Mali (bandiera)                 | C     | Seydou Keita                     |
| 22 | Italia (bandiera)               | A     | Mattia Destro                    |
| 23 | Italia (bandiera)               | D     | Davide Astori                    |
| 24 | Italia (bandiera)               | C     | Alessandro Florenzi              |
| 25 | Grecia (bandiera)               | D     | José Holebas                     |
| 26 | Italia (bandiera)               | P     | Morgan De Sanctis                |

| N. |                           | Ruolo | Calciatore           |
| -- | ------------------------- | ----- | -------------------- |
| 27 | Costa d'Avorio (bandiera) | A     | Gervinho             |
| 28 | Polonia (bandiera)        | P     | Łukasz Skorupski     |
| 32 | Argentina (bandiera)      | C     | Leandro Paredes      |
| 33 | Argentina (bandiera)      | D     | Nicolás Spolli       |
| 35 | Grecia (bandiera)         | D     | Vasilīs Torosidīs    |
| 42 | Italia (bandiera)         | D     | Federico Balzaretti  |
| 44 | Grecia (bandiera)         | D     | Kōstas Manōlas       |
| 48 | Turchia (bandiera)        | C     | Salih Uçan           |
| 50 | Italia (bandiera)         | D     | Michele Somma        |
| 51 | Italia (bandiera)         | A     | Matteo Adamo         |
| 52 | Italia (bandiera)         | C     | Lorenzo Pellegrini   |
| 53 | Italia (bandiera)         | A     | Daniele Verde        |
| 54 | Italia (bandiera)         | C     | Jacopo Ferri         |
| 55 | Italia (bandiera)         | D     | Massimo Sammartino   |
| 56 | Slovacchia (bandiera)     | C     | Tomáš Vestenický     |
| 82 | Paesi Bassi (bandiera)    | C     | Urby Emanuelson      |
| 88 | Costa d'Avorio (bandiera) | A     | Seydou Doumbia       |
| 90 | Italia (bandiera)         | D     | Elio Capradossi      |
| 91 | Italia (bandiera)         | D     | Arturo Calabresi     |
| 92 | Italia (bandiera)         | P     | Gabriele Marchegiani |
| 96 | Paraguay (bandiera)       | A     | Antonio Sanabria     |

## Calciomercato
Di seguito il calciomercato.

### Sessione estiva(dall'1/7 al 1/9)
| Acquisti | Acquisti             | Acquisti      | Acquisti                       |
| R.       | Nome                 | da            | Modalità                       |
| -------- | -------------------- | ------------- | ------------------------------ |
| P        | Gianluca Curci       | Bologna       | fine prestito                  |
| P        | Tomas Švedkauskas    | Pescara       | fine prestito                  |
| D        | Davide Astori        | Cagliari      | prestito oneroso (2 milioni €) |
| D        | Ashley Cole          | -             | svincolato                     |
| D        | Alessandro Crescenzi | Novara        | fine prestito                  |
| D        | Urby Emanuelson      | -             | svincolato                     |
| D        | Paolo Frascatore     | Reggina       | fine prestito                  |
| D        | Petar Golubović      | Novara        | fine prestito                  |
| D        | José Holebas         | Olympiacos    | definitivo (1 milione €)       |
| D        | Kōstas Manōlas       | Olympiacos    | definitivo (13 milioni €)      |
| D        | Sebastian Mladen     | Olhanense     | fine prestito                  |
| D        | José Ángel Valdés    | Real Sociedad | fine prestito                  |
| D        | Mapou Yanga-Mbiwa    | Newcastle Utd | prestito (1 milione £)         |
| D        | Wesley Yamnaine      | Brussels      | fine prestito                  |
| C        | Amato Ciciretti      | Aquila        | fine prestito                  |
| C        | Marquinho            | Verona        | fine prestito                  |
| C        | Radja Nainggolan     | Cagliari      | riscatto (6 milioni €)         |
| C        | Francis Obeng        | Santarcangelo | definitivo                     |
| C        | Seydou Keita         | -             | svincolato                     |
| C        | Leandro Paredes      | Chievo        | prestito                       |
| C        | Matteo Ricci         | Grosseto      | fine prestito                  |
| C        | Salih Uçan           | Fenerbahçe    | prestito (4,75 milioni €)      |
| C        | Valerio Verre        | Udinese       | riscatto                       |
| C        | Federico Viviani     | Latina        | fine prestito                  |
| A        | Marco Borriello      | West Ham Utd  | fine prestito                  |
| A        | Marco D'Alessandro   | Cesena        | fine prestito                  |
| A        | Alexis Ferrante      | Lumezzane     | fine prestito                  |
| A        | Marco Frediani       | Aquila        | fine prestito                  |
| A        | Juan Iturbe          | Verona        | definitivo (22 milioni €)      |
| A        | Stefano Pettinari    | Crotone       | fine prestito                  |
| A        | Giammario Piscitella | Cittadella    | fine prestito                  |
| A        | Antonio Sanabria     | Sassuolo      | definitivo (2,4 milioni €)     |
| A        | Filippo Scardina     | Poggibonsi    | fine prestito                  |

| Cessioni | Cessioni           | Cessioni         | Cessioni                         |
| R.       | Nome               | a                | Modalità                         |
| -------- | ------------------ | ---------------- | -------------------------------- |
| D        | Dodô               | Inter            | prestito oneroso (1,2 milioni €) |
| D        | José Ángel         | Porto            | definitivo (0 €)                 |
| D        | Mehdi Benatia      | Bayern Monaco    | definitivo (26 milioni €)        |
| D        | Petar Golubović    | Pistoiese        | prestito                         |
| D        | Tin Jedvaj         | Bayer Leverkusen | prestito                         |
| D        | Alessio Romagnoli  | Sampdoria        | prestito (0,5 milioni €)         |
| D        | Rafael Tolói       | San Paolo        | fine prestito                    |
| C        | Michel Bastos      | Al-Ain           | fine prestito                    |
| C        | Marquinho          | Al-Ittihad       | prestito (1 milione €)           |
| C        | Radja Nainggolan   | Cagliari         | fine prestito                    |
| C        | Rodrigo Taddei     | -                | svincolato                       |
| C        | Matteo Ricci       | Carpi            | prestito                         |
| C        | Valerio Verre      | Udinese          | definitivo (0,9 milioni €)       |
| C        | Federico Viviani   | Latina           | prestito                         |
| A        | Marco D'Alessandro | Atalanta         | definitivo (2 milioni €)         |
| A        | Stefano Pettinari  | Latina           | prestito                         |
| A        | Gadji Tallo        | Bastia           | prestito                         |

### Sessione invernale(dal 3/1 al 31/1)
| Acquisti | Acquisti          | Acquisti      | Acquisti                                                                                     |
| R.       | Nome              | da            | Modalità                                                                                     |
| -------- | ----------------- | ------------- | -------------------------------------------------------------------------------------------- |
| D        | Mapou Yanga-Mbiwa | Newcastle Utd | definitivo (5,5 milioni £)                                                                   |
| D        | Nicolás Spolli    | Catania       | prestito oneroso (1,5 milioni €) con diritto di riscatto (1,5 milioni €)                     |
| C        | Pepin             | Malaga        | definitivo (350.000 €)                                                                       |
| A        | Seydou Doumbia    | CSKA Mosca    | definitivo (14,4 milioni € e bonus fino a 1,5 milioni €)                                     |
| A        | Víctor Ibarbo     | Cagliari      | prestito oneroso (2,5 milioni €) e opzione per riscatto a titolo definitivo (12,5 milioni €) |
| A        | Kevin Méndez      | Peñarol       | definitivo                                                                                   |
| A        | Nemanja Radonjić  | Empoli        | definitivo (giocherà nell'Empoli fino al termine della stagione 2014-15)                     |

| Cessioni | Cessioni          | Cessioni         | Cessioni |
| R.       | Nome              | a                | Modalità |
| -------- | ----------------- | ---------------- | --- |
| D        | Tin Jedvaj        | Bayer Leverkusen | definitivo (7 milioni € più corrispettivo fino a 1 milione €) |
| D        | Urby Emanuelson   | Atalanta         | prestito |
| A        | Mattia Destro     | Milan            | prestito oneroso con diritto di riscatto definitivo (0,5 milioni €, opzione per l'acquisizione a titolo definitivo a partire dalla stagione 2015-16 per 16 milioni € e bonus fino a 2 milioni €) |
| A        | Kevin Méndez      | Perugia          | prestito |
| A        | Marco Borriello   | Genoa            | definitivo |
| A        | Michele Somma     | Empoli           | prestito con diritto di riscatto definitivo |
| A        | Stefano Pettinari | Pescara          | prestito con diritto di riscatto definitivo |

## Risultati

### Serie A

#### Girone di andata
| Arbitro: | Guida (Torre Annunziata) |

|                               |           |  |
| Nainggolan 28’ Gervinho 90+3’ | Marcatori |  |

| Arbitro: | Gervasoni (Mantova) |

|  |           |                   |
|  | Marcatori | 45+1’ (aut.) Sepe |

| Arbitro: | Peruzzo (Schio) |

|                         |           |  |
| Destro 11’ Florenzi 13’ | Marcatori |  |

| Arbitro: | Mazzoleni (Bergamo) |

|               |           |                       |
| De Ceglie 56’ | Marcatori | 27’ Ljajić 88’ Pjanić |

| Arbitro: | Russo (Nola) |

|                         |           |  |
| Florenzi 75’ Destro 86’ | Marcatori |  |

| Arbitro: | Rocchi (Firenze) |

|                                            |           |                             |
| Tévez 27’ (rig.), 45+3’ (rig.) Bonucci 86’ | Marcatori | 32’ (rig.) Totti 44’ Iturbe |

| Arbitro: | Calvarese (Teramo) |

|                                       |           |  |
| Destro 4’ Ljajić 25’ Totti 33’ (rig.) | Marcatori |  |

| Genova 25 ottobre 2014, ore 20:45 CEST 8ª giornata | Sampdoria         | 0 – 0 referto | Roma | Stadio Luigi Ferraris (23.548 spett.)\| Arbitro: \| Rizzoli (Bologna) \| |
| Arbitro:                                           | Rizzoli (Bologna) |               |      |                                                                          |

| Arbitro: | Tommasi (Bassano del Grappa) |

|                        |           |  |
| Destro 9’ De Rossi 81’ | Marcatori |  |

| Arbitro: | Tagliavento (Terni) |

|                         |           |  |
| Higuaín 3’ Callejón 85’ | Marcatori |  |

| Arbitro: | Banti (Livorno) |

|                                   |           |  |
| Torosidis 8’ Keita 27’ Ljajić 58’ | Marcatori |  |

| Arbitro: | Massa (Imperia) |

|            |           |                           |
| Moralez 1’ | Marcatori | 23’ Ljajić 42’ Nainggolan |

| Arbitro: | Mazzoleni (Bergamo) |

|                                            |           |                           |
| Gervinho 21’ Holebas 46’ Pjanić 60’, 90+2’ | Marcatori | 36’ Ranocchia 57’ Osvaldo |

| Arbitro: | Irrati (Pistoia) |

|                          |           |               |
| Ljajić 78’ (rig.), 90+3’ | Marcatori | 15’, 18’ Zaza |

| Arbitro: | Banti (Livorno) |

|  |           |                |
|  | Marcatori | 40’ Nainggolan |

| Roma 20 dicembre 2014, ore 20:45 CET 16ª giornata | Roma              | 0 – 0 referto | Milan | Stadio Olimpico di Roma (46.620 spett.)\| Arbitro: \| Rizzoli (Bologna) \| |
| Arbitro:                                          | Rizzoli (Bologna) |               |       |                                                                            |

| Arbitro: | Guida (Torre Annunziata) |

|  |           |            |
|  | Marcatori | 17’ Astori |

| Arbitro: | Orsato (Schio) |

|                |           |                        |
| Totti 48’, 64’ | Marcatori | 25’ Mauri 29’ Anderson |

| Arbitro: | Damato (Barletta) |

|           |           |            |
| Dybala 2’ | Marcatori | 54’ Destro |

#### Girone di ritorno
| Arbitro: | Banti (Livorno) |

|           |           |            |
| Gómez 19’ | Marcatori | 49’ Ljajić |

| Arbitro: | Russo (Nola) |

|            |           |                      |
| Maicon 57’ | Marcatori | 39’ (rig.) Maccarone |

| Arbitro: | Tagliavento (Terni) |

|              |           |                        |
| M'Poku 90+5’ | Marcatori | 37’ Ljajić 85’ Paredes |

| Roma 15 febbraio 2015, ore 15:00 CET 23ª giornata | Roma                 | 0 – 0 referto | Parma | Stadio Olimpico di Roma (37.539 spett.)\| Arbitro: \| Giacomelli (Trieste) \| |
| Arbitro:                                          | Giacomelli (Trieste) |               |       |                                                                               |

| Arbitro: | Gervasoni (Mantova) |

|              |           |           |
| Janković 38’ | Marcatori | 26’ Totti |

| Arbitro: | Orsato (Schio) |

|           |           |           |
| Keita 78’ | Marcatori | 64’ Tévez |

| Verona 8 marzo 2015, ore 15:00 CET 26ª giornata | Chievo              | 0 – 0 referto | Roma | Stadio Marcantonio Bentegodi (15.128 spett.)\| Arbitro: \| Mazzoleni (Bergamo) \| |
| Arbitro:                                        | Mazzoleni (Bergamo) |               |      |                                                                                   |

| Arbitro: | Calvarese (Teramo) |

|  |           |                             |
|  | Marcatori | 60’ De Silvestri 78’ Muriel |

| Arbitro: | Damato (Barletta) |

|  |           |              |
|  | Marcatori | 41’ De Rossi |

| Arbitro: | Rizzoli (Bologna) |

|            |           |  |
| Pjanić 25’ | Marcatori |  |

| Arbitro: | Irrati (Pistoia) |

|                |           |                     |
| Maxi López 64’ | Marcatori | 57’ (rig.) Florenzi |

| Arbitro: | Gervasoni (Mantova) |

|                 |           |                  |
| Totti 3’ (rig.) | Marcatori | 23’ (rig.) Denis |

| Arbitro: | Orsato (Schio) |

|                         |           |                |
| Hernanes 15’ Icardi 88’ | Marcatori | 63’ Nainggolan |

| Arbitro: | Mazzoleni (Bergamo) |

|  |           |                                    |
|  | Marcatori | 6’ Doumbia 27’ Florenzi 74’ Pjanic |

| Arbitro: | Damato (Barletta) |

|                            |           |  |
| Doumbia 35’ Florenzi 90+3’ | Marcatori |  |

| Arbitro: | Tagliavento (Terni) |

|                           |           |                  |
| van Ginkel 40’ Destro 59’ | Marcatori | 73’ (rig.) Totti |

| Arbitro: | Banti (Livorno) |

|                              |           |            |
| Nainggolan 45’ Torosidis 65’ | Marcatori | 19’ Perica |

| Arbitro: | Rizzoli (Bologna) |

|                |           |                            |
| Djordjevic 81’ | Marcatori | 73’ Iturbe 85’ Yanga-Mbiwa |

| Arbitro: | Nasca (Bari) |

|           |           |                                  |
| Totti 85’ | Marcatori | 35’ (rig.) Vázquez 90+4’ Belotti |

### Coppa Italia

#### Fase finale
| Arbitro: | Di Bello (Brindisi) |

|                                |           |           |
| Iturbe 5’ De Rossi 114’ (rig.) | Marcatori | 80’ Verdi |

| Arbitro: | Damato (Barletta) |

|  |           |                |
|  | Marcatori | 65’, 89’ Gómez |

### Champions League

#### Fase a gironi
| Arbitro: | Borbalán |

|                                                             |           |          |
| Iturbe 6’ Gervinho 10’, 31’ Maicon 20’ Ignaševič 50’ (aut.) | Marcatori | 82’ Musa |

| Arbitro: | Kuipers |

|                  |           |           |
| Agüero 4’ (rig.) | Marcatori | 23’ Totti |

| Arbitro: | Eriksson |

|              |           |                                                                                   |
| Gervinho 66’ | Marcatori | 9’, 30’ Robben 23’ Götze 25’ Lewandowski 36’ (rig.) Müller 78’ Ribéry 80’ Shaqiri |

| Arbitro: | Çakır |

|                      |           |  |
| Ribéry 38’ Götze 64’ | Marcatori |  |

| Arbitro: | Brych |

|                  |           |           |
| Berezutski 90+3’ | Marcatori | 43’ Totti |

| Arbitro: | Mažić |

|  |           |                        |
|  | Marcatori | 60’ Nasri 86’ Zabaleta |

### Europa League

#### Fase a eliminazione diretta
| Arbitro: | Haţegan |

|              |           |                    |
| Gervinho 22’ | Marcatori | 55’ Kâzım-Richards |

| Arbitro: | Turpin |

|                |           |                         |
| Elvis Manu 57’ | Marcatori | 47’ Ljajić 60’ Gervinho |

| Arbitro: | Lahoz |

|            |           |           |
| Iličič 17’ | Marcatori | 77’ Keita |

| Arbitro: | Çakır |

|  |           |                                             |
|  | Marcatori | 10’ (rig.) Rodríguez 18’ Alonso 22’ Basanta |

## Statistiche

### Statistiche di squadra
Di seguito le statistiche di squadra aggiornate al 31 maggio 2015.
| Competizione       | Punti | In casa | In casa | In casa | In casa | In casa | In casa | In trasferta | In trasferta | In trasferta | In trasferta | In trasferta | In trasferta | Totale | Totale | Totale | Totale | Totale | Totale | DR  |
| Competizione       | Punti | G       | V       | N       | P       | Gf      | Gs      | G            | V            | N            | P            | Gf           | Gs           | G      | V      | N      | P      | Gf     | Gs     | DR  |
| ------------------ | ----- | ------- | ------- | ------- | ------- | ------- | ------- | ------------ | ------------ | ------------ | ------------ | ------------ | ------------ | ------ | ------ | ------ | ------ | ------ | ------ | --- |
| Serie A            | 70    | 19      | 10      | 7       | 2       | 31      | 14      | 19           | 9            | 6            | 4            | 23           | 17           | 38     | 19     | 13     | 6      | 54     | 31     | +23 |
| Coppa Italia       | -     | 2       | 1       | 0       | 1       | 2       | 3       | 0            | 0            | 0            | 0            | 0            | 0            | 2      | 1      | 0      | 1      | 2      | 3      | -1  |
| Champions League   | 5     | 3       | 1       | 0       | 2       | 6       | 10      | 3            | 0            | 2            | 1            | 2            | 4            | 6      | 1      | 2      | 3      | 8      | 14     | -6  |
| UEFA Europa League | -     | 2       | 0       | 1       | 1       | 1       | 4       | 2            | 1            | 1            | 0            | 3            | 2            | 4      | 1      | 2      | 1      | 4      | 6      | -2  |
| Totale             | -     | 26      | 12      | 8       | 6       | 40      | 31      | 24           | 10           | 9            | 5            | 28           | 23           | 50     | 22     | 17     | 11     | 68     | 54     | +14 |

### Andamento in campionato
| Giornata  | 1 | 2 | 3 | 4 | 5 | 6 | 7 | 8 | 9 | 10 | 11 | 12 | 13 | 14 | 15 | 16 | 17 | 18 | 19 | 20 | 21 | 22 | 23 | 24 | 25 | 26 | 27 | 28 | 29 | 30 | 31 | 32 | 33 | 34 | 35 | 36 | 37 | 38 |
| --------- | - | - | - | - | - | - | - | - | - | -- | -- | -- | -- | -- | -- | -- | -- | -- | -- | -- | -- | -- | -- | -- | -- | -- | -- | -- | -- | -- | -- | -- | -- | -- | -- | -- | -- | -- |
| Luogo     | C | T | C | T | C | T | C | T | C | T  | C  | T  | C  | C  | T  | C  | T  | C  | T  | T  | C  | T  | C  | T  | C  | T  | C  | T  | C  | T  | C  | T  | T  | C  | T  | C  | T  | C  |
| Risultato | V | V | V | V | V | P | V | N | V | P  | V  | V  | V  | N  | V  | N  | V  | N  | N  | N  | N  | V  | N  | N  | N  | N  | P  | V  | V  | N  | N  | P  | V  | V  | P  | V  | V  | P  |
| Posizione | 2 | 3 | 1 | 2 | 2 | 2 | 2 | 2 | 2 | 2  | 2  | 2  | 2  | 2  | 2  | 2  | 2  | 2  | 2  | 2  | 2  | 2  | 2  | 2  | 2  | 2  | 2  | 2  | 2  | 3  | 2  | 3  | 3  | 2  | 2  | 2  | 2  | 2  |

Fonte:  Serie A – Classifiche, su sport.sky.it, Sky Sport. URL consultato il 28 luglio 2014 (archiviato dall'url originale l'11 settembre 2014).
Legenda:

Luogo: C = Casa; T = Trasferta. Risultato: V = Vittoria; N = Pareggio; P = Sconfitta.

### Statistiche dei giocatori
In corsivo i giocatori ceduti a stagione in corso.
| Giocatore      | Serie A  | Serie A | Serie A     | Serie A    | Coppa Italia | Coppa Italia | Coppa Italia | Coppa Italia | Champions League | Champions League | Champions League | Champions League | Europa League | Europa League | Europa League | Europa League | Totale   | Totale | Totale      | Totale     |
| Giocatore      | Presenze | Reti    | Ammonizioni | Espulsioni | Presenze     | Reti         | Ammonizioni  | Espulsioni   | Presenze         | Reti             | Ammonizioni      | Espulsioni       | Presenze      | Reti          | Ammonizioni   | Espulsioni    | Presenze | Reti   | Ammonizioni | Espulsioni |
| -------------- | -------- | ------- | ----------- | ---------- | ------------ | ------------ | ------------ | ------------ | ---------------- | ---------------- | ---------------- | ---------------- | ------------- | ------------- | ------------- | ------------- | -------- | ------ | ----------- | ---------- |
| M. Adamo       | 0        | 0       | 0           | 0          | 0            | 0            | 0            | 0            | 0                | 0                | 0                | 0                | 0             | 0             | 0             | 0             | 0        | 0      | 0           | 0          |
| D. Astori      | 24       | 1       | 10          | 0          | 2            | 0            | 1            | 0            | 2                | 0                | 0                | 0                | 1             | 0             | 0             | 0             | 29       | 1      | 11          | 0          |
| F. Balzaretti  | 1        | 0       | 0           | 0          | 0            | 0            | 0            | 0            | 0                | 0                | 0                | 0                | 0             | 0             | 0             | 0             | 1        | 0      | 0           | 0          |
| M. Borriello   | 0        | 0       | 0           | 0          | 0            | 0            | 0            | 0            | 0                | 0                | 0                | 0                | 0             | 0             | 0             | 0             | 0        | 0      | 0           | 0          |
| A. Calabresi   | 0        | 0       | 0           | 0          | 0            | 0            | 0            | 0            | 0                | 0                | 0                | 0                | 0             | 0             | 0             | 0             | 0        | 0      | 0           | 0          |
| E. Capradossi  | 0        | 0       | 0           | 0          | 0            | 0            | 0            | 0            | 0                | 0                | 0                | 0                | 0             | 0             | 0             | 0             | 0        | 0      | 0           | 0          |
| L. Castán      | 1        | 0       | 0           | 0          | 0            | 0            | 0            | 0            | 0                | 0                | 0                | 0                | 0             | 0             | 0             | 0             | 1        | 0      | 0           | 0          |
| A. Cole        | 11       | 0       | 2           | 0          | 2            | 0            | 0            | 0            | 3                | 0                | 0                | 0                | 0             | 0             | 0             | 0             | 16       | 0      | 2           | 0          |
| G. Curci       | 0        | 0       | 0           | 0          | 0            | 0            | 0            | 0            | 0                | 0                | 0                | 0                | 0             | 0             | 0             | 0             | 0        | 0      | 0           | 0          |
| D. De Rossi    | 26       | 2       | 11          | 1          | 1            | 1            | 0            | 0            | 3                | 0                | 0                | 0                | 4             | 0             | 0             | 0             | 34       | 3      | 11          | 1          |
| M. De Sanctis  | 35       | -26     | 1           | 0          | 0            | 0            | 0            | 0            | 4                | -11              | 0                | 0                | 0             | 0             | 0             | 0             | 39       | -37    | 1           | 0          |
| M. Destro      | 18       | 5       | 3           | 0          | 1            | 0            | 0            | 0            | 2                | 0                | 0                | 0                | 0             | 0             | 0             | 0             | 21       | 5      | 3           | 0          |
| S. Doumbia     | 13       | 2       | 0           | 0          | 0            | 0            | 0            | 0            | 0                | 0                | 0                | 0                | 1             | 0             | 0             | 0             | 14       | 2      | 0           | 0          |
| U. Emanuelson  | 2        | 0       | 1           | 0          | 0            | 0            | 0            | 0            | 0                | 0                | 0                | 0                | 0             | 0             | 0             | 0             | 2        | 0      | 1           | 0          |
| J. Ferri       | 0        | 0       | 0           | 0          | 0            | 0            | 0            | 0            | 0                | 0                | 0                | 0                | 0             | 0             | 0             | 0             | 0        | 0      | 0           | 0          |
| A. Florenzi    | 35       | 5       | 9           | 0          | 1            | 0            | 0            | 0            | 6                | 0                | 0                | 0                | 3             | 0             | 0             | 0             | 45       | 5      | 9           | 0          |
| Gervinho       | 24       | 2       | 1           | 0          | 0            | 0            | 0            | 0            | 6                | 3                | 0                | 0                | 4             | 2             | 0             | 0             | 34       | 7      | 1           | 0          |
| J. Holebas     | 24       | 1       | 5           | 0          | 1            | 0            | 0            | 0            | 5                | 0                | 0                | 0                | 4             | 0             | 1             | 0             | 34       | 1      | 6           | 0          |
| V. Ibarbo      | 10       | 0       | 1           | 0          | 1            | 0            | 0            | 0            | 0                | 0                | 0                | 0                | 0             | 0             | 0             | 0             | 11       | 0      | 1           | 0          |
| J. Iturbe      | 27       | 2       | 3           | 0          | 1            | 1            | 0            | 0            | 6                | 1                | 1                | 0                | 3             | 0             | 0             | 0             | 37       | 4      | 4           | 0          |
| S. Keita       | 26       | 2       | 3           | 1          | 1            | 0            | 0            | 0            | 5                | 0                | 0                | 0                | 4             | 1             | 1             | 0             | 36       | 3      | 4           | 1          |
| A. Ljajić      | 32       | 8       | 1           | 0          | 2            | 0            | 0            | 0            | 4                | 0                | 0                | 0                | 3             | 1             | 2             | 1             | 41       | 9      | 3           | 1          |
| B. Lobont      | 0        | 0       | 0           | 0          | 0            | 0            | 0            | 0            | 0                | 0                | 0                | 0                | 0             | 0             | 0             | 0             | 0        | 0      | 0           | 0          |
| Maicon         | 14       | 1       | 3           | 0          | 2            | 0            | 0            | 0            | 3                | 1                | 1                | 0                | 0             | 0             | 0             | 0             | 19       | 2      | 4           | 0          |
| G. Marchegiani | 0        | 0       | 0           | 0          | 0            | 0            | 0            | 0            | 0                | 0                | 0                | 0                | 0             | 0             | 0             | 0             | 0        | 0      | 0           | 0          |
| K. Manolas     | 29       | 0       | 5           | 2          | 1            | 0            | 0            | 0            | 6                | 0                | 0                | 0                | 4             | 0             | 0             | 0             | 40       | 0      | 5           | 2          |
| R. Nainggolan  | 35       | 4       | 10          | 0          | 2            | 0            | 1            | 0            | 1                | 0                | 0                | 0                | 3             | 0             | 1             | 0             | 41       | 4      | 12          | 0          |
| L. Paredes     | 10       | 1       | 2           | 0          | 2            | 0            | 0            | 0            | 0                | 0                | 0                | 0                | 1             | 0             | 1             | 0             | 13       | 1      | 3           | 0          |
| L. Pellegrini  | 1        | 0       | 0           | 0          | 0            | 0            | 0            | 0            | 0                | 0                | 0                | 0                | 0             | 0             | 0             | 0             | 1        | 0      | 0           | 0          |
| M. Pjanić      | 34       | 5       | 9           | 0          | 2            | 0            | 0            | 0            | 6                | 0                | 0                | 0                | 4             | 0             | 1             | 0             | 46       | 5      | 10          | 0          |
| A. Romagnoli   | 0        | 0       | 0           | 0          | 0            | 0            | 0            | 0            | 0                | 0                | 0                | 0                | 0             | 0             | 0             | 0             | 0        | 0      | 0           | 0          |
| M. Sammartino  | 0        | 0       | 0           | 0          | 0            | 0            | 0            | 0            | 0                | 0                | 0                | 0                | 0             | 0             | 0             | 0             | 0        | 0      | 0           | 0          |
| A. Sanabria    | 2        | 0       | 0           | 0          | 0            | 0            | 0            | 0            | 0                | 0                | 0                | 0                | 0             | 0             | 0             | 0             | 2        | 0      | 0           | 0          |
| M. Somma       | 1        | 0       | 1           | 0          | 0            | 0            | 0            | 0            | 0                | 0                | 0                | 0                | 0             | 0             | 0             | 0             | 1        | 0      | 1           | 0          |
| L. Skorupski   | 3        | -5      | 0           | 0          | 2            | -3           | 0            | 0            | 2                | -3               | 0                | 0                | 4             | -6            | 0             | 0             | 11       | -17    | 0           | 0          |
| N. Spolli      | 1        | 0       | 0           | 0          | 0            | 0            | 0            | 0            | 0                | 0                | 0                | 0                | 0             | 0             | 0             | 0             | 1        | 0      | 0           | 0          |
| K. Strootman   | 6        | 0       | 1           | 0          | 0            | 0            | 0            | 0            | 1                | 0                | 0                | 0                | 0             | 0             | 0             | 0             | 7        | 0      | 1           | 0          |
| V. Torosidis   | 20       | 2       | 10          | 1          | 0            | 0            | 0            | 0            | 4                | 0                | 1                | 0                | 4             | 0             | 1             | 0             | 28       | 2      | 12          | 1          |
| F. Totti       | 27       | 8       | 5           | 0          | 2            | 0            | 0            | 0            | 5                | 2                | 0                | 0                | 2             | 0             | 0             | 0             | 36       | 10     | 5           | 0          |
| S. Uçan        | 4        | 0       | 1           | 0          | 0            | 0            | 0            | 0            | 0                | 0                | 0                | 0                | 0             | 0             | 0             | 0             | 4        | 0      | 1           | 0          |
| D. Verde       | 7        | 0       | 0           | 0          | 1            | 0            | 0            | 0            | 0                | 0                | 0                | 0                | 2             | 0             | 0             | 0             | 10       | 0      | 0           | 0          |
| M. Yanga-Mbiwa | 28       | 1       | 6           | 0          | 1            | 0            | 1            | 0            | 5                | 0                | 1                | 0                | 4             | 0             | 1             | 0             | 38       | 1      | 9           | 0          |

## Giovanili

### Organigramma societario
Responsabile Settore Giovanile: B. Conti

Primavera

Allenatore: A. De Rossi

Allievi Nazionali 1996

Allenatore: S. Tovalieri

Giovanissimi Nazionali 1999

Allenatore: F. Coppitelli

Esordienti 2002

Allenatore: A. Mattei

Pulcini 2003

Allenatore: P. Donadio

Pulcini 2004

Allenatore: R. Rinaudo

### Piazzamenti

#### Primavera
- Campionato: Semifinale.[84]
- Coppa Italia: Finale.[85]
- Torneo di Viareggio: Semifinale.[86]
- Youth Cup: Semifinale.[87]

#### Allievi Nazionali
- Campionato: Vincitore.[88]